# Longádes
Longádes (Longades) är en ort i Grekland.   Den ligger i prefekturen Nomós Ioannínon och regionen Epirus, i den centrala delen av landet, 300 km nordväst om huvudstaden Aten. Longádes ligger 605 meter över havet och antalet invånare är 859.
Terrängen runt Longádes är varierad. Runt Longádes är det ganska tätbefolkat, med 60 invånare per kvadratkilometer. Närmaste större samhälle är Ioánnina, 7,5 km väster om Longádes. Trakten runt Longádes består till största delen av jordbruksmark.